# ザ・フラテリス
ザ・フラテリス (The Fratellis) は、スコットランド、グラスゴー出身の3人組ロック・バンド。2005年結成。2009年活動休止。2013年活動再開。

## メンバー
- ジョン・フラテリ（本名: John Lawler、1979年3月4日 - ） ヴォーカル&ギター
コデイン・ヴェルヴェット・クラブでも活動している。
- バリー・フラテリ（本名: Barry John Wallace、1979年4月23日 - ） ベース
- ミンス・フラテリ（本名: Gordon McRory、1983年5月16日 - ） ドラムス、バックヴォーカル

ラモーンズや過去のダットサンズのように、メンバー全員がバリーの母の旧姓である フラテリ (Fratelli) の姓を名乗っている。"Fratelli" はイタリア語で語義は "兄弟" である。

## バンドの概要
2005年にバンドを結成してから、わずか1年という短期間で、メジャー契約と2枚のシングルの連続ヒットによるブレイクを果たした。
2006年9月11日イギリスでデビュー・アルバム『コステロ・ミュージック』を発表し、アルバムは3週間連続2位を記録したのちもロングヒットを続けてセールスは全世界で200万枚を突破した。アルバム収録のシングル『Flathead（邦題：気取りやフラッツ）』がAppleのiPodコマーシャルソングに使用され、日本でアルバム販売枚数が20万枚となった。サマーソニック07で、聴衆が満員となりマリンステージが入場規制されて話題となった。
2008年6月に2ndアルバム『ヒア・ウィー・スタンド』をリリースし、2年連続でサマーソニックに出演した。2009年に活動停止を発表するも、正式な解散宣言ではないとのことであった。
2013年10月2日に3rdアルバム『ウィ・ニード・メディスン』をリリースし、同作から“Seven Nights Seven Days”のミュージック・ビデオを公開した。
2015年8月21日に4thアルバム『アイズ・ワイド、タング・タイド』をリリースし、同作から“Baby, Don't You Lie To Me”、“Imposters (Little by Little)”をシングルカットしミュージック・ビデオを公開した。
2018年3月16日に5thアルバム『イン・ユア・オウン・スウィート・タイム』をリリースし、同作から“Stand up Tragedy”、“Starcrossed Losers”、”I've Been Blind”のミュージック・ビデオを公開した。
2020年1月に6thアルバム『ハーフ・ドランク・アンダー・ア・フル・ムーン』を5月にリリースすると発表したが、新型コロナウイルスによるパンデミックの影響でツアーが延期になったことを踏まえて、発売も延期になった。アルバムは最終的に2021年4月2日にリリースされた。同作から“Six Days in June“、”Action Replay”、”Need A Little Love”、”Strangers In The Street”のミュージック・ビデオを公開した。

## ディスコグラフィ

### スタジオ・アルバム
| 年                                        | タイトル                     | アルバム詳細                                                                                             | チャート最高位 | チャート最高位 | チャート最高位 | チャート最高位 | チャート最高位 | チャート最高位 | チャート最高位 | チャート最高位 | チャート最高位 | チャート最高位 | 認定              |
| 年                                        | タイトル                     | アルバム詳細                                                                                             | SCO            | AUS            | AUT            | FRA            | IRE            | JPN            | NLD            | SWI            | UK             | US             | 認定              |
| ----------------------------------------- | ---------------------------- | --- | -------------- | -------------- | -------------- | -------------- | -------------- | -------------- | -------------- | -------------- | -------------- | -------------- | ----------------- |
| 2006                                      | Costello Music               | - 発売日: 2006年9月26日 - レーベル: Fallout - フォーマット: CD, LP, digital download - 全英売上: 110万枚 | 1              | 57             | 50             | 98             | 16             | 15             | 13             | 78             | 2              | 48             | - UK: 3× プラチナ |
| 2008                                      | Here We Stand                | - 発売日: 2008年6月9日 - レーベル: Island - フォーマット: CD, CD+DVD, digital download                   | 2              | 20             | 40             | 105            | 13             | 17             | 75             | 25             | 5              | 80             | - UK: ゴールド    |
| 2013                                      | We Need Medicine             | - 発売日: 2013年10月7日 - レーベル: BMG - フォーマット: CD, LP, digital download                         | 11             | —              | —              | —              | —              | 53             | —              | —              | 26             | 106            |                   |
| 2015                                      | Eyes Wide, Tongue Tied       | - 発売日: 2015年8月21日 - レーベル: Cooking Vinyl - フォーマット: CD, LP, digital download               | 5              | —              | —              | —              | —              | 93             | —              | —              | 16             | —              |                   |
| 2018                                      | In Your Own Sweet Time       | - 発売日: 2018年3月16日 - レーベル: Cooking Vinyl - フォーマット: CD, LP, cassette, digital download     | 2              | —              | —              | —              | —              | —              | —              | —              | 5              | —              |                   |
| 2021                                      | Half Drunk Under a Full Moon | - 発売日: 2021年4月2日 - レーベル: Cooking Vinyl - フォーマット: CD, LP, cassette, digital download      | 3              | —              | —              | —              | —              | —              | —              | 81             | 12             | —              |                   |
| "—"は未発売またはチャート圏外を意味する。 |                              | |                |                |                |                |                |                |                |                |                |                |                   |

## 日本公演
- 2007年
  - 3月8日 - 渋谷クラブクアトロ
  - 3月9日 - Apple Store渋谷店
  - 8月11日 - サマーソニック07 大阪
  - 8月12日 - サマーソニック07 東京
  - 8月13日 - SHIBUYA-AX
- 2008年
  - 8月9日 - サマーソニック08 東京
  - 8月10日 - サマーソニック08 大阪
  - 8月12日- 東京 O-EAST　　ゲスト : ザ・トルバドールズ
- 2009年
  - 3月12日 - 大阪 心斎橋クラブクアトロ
  - 3月13日 - 名古屋 名古屋クラブクアトロ
  - 3月16,17日 - 東京 渋谷O-EAST
- 2014年
  - 3月28日 - 渋谷duo music exchange
  - 3月29日 - PUNKSPRING14 幕張メッセ 9.11ホール
  - 3月30日 - PUNKSPRING14 神戸ワールド記念ホール
  - 3月31日 - PUNKSPRING14 ZEPP NAGOYA
- 2015年
  - 11月30日 - 渋谷TSUTAYA O-EAST
  - 12月1日 - 大阪 SOMA